# Chichester (Royaume-Uni)
Pour les articles homonymes, voir Chichester.
Chichester est une ville du Sussex de l'Ouest, dont elle est le chef-lieu, dans le Sud de l'Angleterre, dans le Royaume-Uni. Elle a le statut de Cité.

## Société
Ville aisée, Chichester est traditionnellement un bastion du Parti conservateur.

## Géographie
Proche de la mer, la ville se situe au pied des collines South Downs. Elle a connu son apogée au XVIIIe siècle et presque toute son architecture date de cette époque, ce qui explique l'harmonie du style georgien de la ville.
Chichester a une cathédrale avec un campanile, unique en Angleterre.
Les cours d'eau et les plages sont réputés particulièrement pollués du fait de la mauvaise gestion des sociétés de traitement des eaux.

## Jumelages
La ville de Chichester est jumelée avec :
- Chartres (France) depuis mars 1959 ;
- Ravenne (Italie) depuis décembre 1996.

Chichester entretient des liens d'amitié avec :
- Marktredwitz (Allemagne) ;
- Koursk (Russie) ;
- La Valette (Malte).

## Personnalités
- Keith Richards, guitariste The Rolling Stones, y est propriétaire d’une maison appelée Redlands depuis 1966. Il y vit la plupart du temps lorsqu’il est en Europe.
- John Frederick Charles Fuller, général britannique, naissance en 1878.
- Rollo Myers (1892-1985), musicographe et critique musical, mort à Chichester.
- Eric James Mellon (1925-2014), mort à Chichester.
- Kate Mosse, romancière, autrice de nombreux best sellers.
- Harry Gregson-Williams, compositeur de musiques de films (Shrek 2, Le Monde de Narnia, etc.) et de jeux vidéo (Call of Duty: Advanced Warfare, etc.), né le 13 décembre 1961
- Timothy Peake, astronaute britannique né à Chichester en 1972.

- Edward Speleers, acteur, est né le 7 avril 1988 à Chichester.

- Tom Odell, chanteur britannique né le 24 novembre 1990 à Chichester.